# 아사히 다이스케
아사히 다이스케(일본어: 朝日 大輔, 1980년 7월 26일 ~ )는 일본의 전 축구 선수이다.

## 구단 경력
과거 카탈레 도야마에서 활동하였다.